# O Pestinha
O Pestinha (no original: Problem Child) é um filme de comédia estadunidense de 1990. Estrelado por John Ritter, Amy Yasbeck, Gilbert Gottfried, Jack Warden, Michael Richards e Michael Oliver. Foi dirigido por Dennis Dugan. O filme foi o primeiro de muitos outros filmes produzidos por Robert Simonds.
Apesar de receber resenhas geralmente negativas dos críticos, O Pestinha se tornou um sucesso de bilheteria, arrecadando setenta e dois milhões de dólares mundialmente contra um orçamento de dez milhões. Foi seguido por duas sequências: Problem Child 2 em 1991 e Problem Child 3 em 1995 (sendo esta última no formato de um telefilme).

## Enredo
O filme começa com uma mulher deixando um berço na varanda de uma casa; o bebê, chamado Júnior, urina sobre a mulher ricaça que o pega no colo. De lá, ele é repetidamente descartado em várias casas ao longo de muitos anos por tutores que se cansaram de seu comportamento destrutivo, que inclui a demolição de uma casa móvel com uma escavadeira em retaliação por seus brinquedos favoritos terem sido pisados e desmontados por seu suposto pai adotivo, até que ele, eventualmente, é depositado em um orfanato católico, onde é vítima das grosserias de freiras rígidas, em quem vive dando o troco, causando ainda mais estragos devido ás suas travessuras. Rejeitado por todos ao seu redor, Júnior está assistindo televisão quando se depara com uma reportagem sobre Martin Beck, um notório assassino em série chamado de "assassino da gravata borboleta", que na reportagem em questão, está sendo levado pela polícia. O bandido alega que é apenas alguém mal compreendido e Júnior se identifica com isto, fazendo amizade por correspondência com este, inclusive, pegando para si a gravata borboleta de um ursinho, a qual passa a usar a partir de então, na intenção de imitar seu suposto ídolo.
Do outro lado há Ben Healy, um homem agradável, mas atarefado que trabalha para seu pai, Big Ben, um negociante de artigos esportivos tirânico que está concorrendo a prefeito. Recentemente, ele descobriu que seu pai pretende vender sua loja e o terreno do mercado da família para uma empresa japonesa, em vez de deixá-la para seu herdeiro. Quando pergunta o motivo, Big Ben revela que é porque seu filho "teimosamente se recusa a seguir seu exemplo", pois prefere agir com honestidade e ética em vez de explorar as pessoas em proveito próprio. Ben gostaria de ter um filho, mas sua esposa, Flo Healy, tem sido incapaz de conceber e faz questão de ter filho somente através de engravidar, se recusando a adotar, mas acabando por ceder a isto após várias tentativas falhas e Ben finalmente convencê-la á adoção, assim, Ben se aproxima do inescrupuloso agente de adoção Igor Peabody com seu dilema e este os apresenta a Júnior, agora com sete anos, que aparenta ser um bom garoto.
No entanto, Júnior não é uma criança modelo; aparentemente mesquinho e incorrigível, ele deixa rastros de destruição por qualquer lugar que passa. Quando adentra seu novo lar, ele se depara com seu novo quarto contendo uma decoração de palhaços que o desanima, visto que odeia palhaços. Logo em seguida, Big Ben, sabendo do novo neto, vai visitar seu filho e sua nora e conhece Júnior, que incendeia seu quarto, cabendo a Ben salvá-lo do incêndio(e apagar o fogo, o que ele de fato consegue, sem causar grandes danos ao local, a si próprio e a seu filho), o que faz Big Ben considerar seu novo neto adotivo um demônio, ao que Júnior, ofendido por seu avô, joga Fuzarca, o gato da família, em cima de Big Ben, que acaba caindo da escada, lesionando a si mesmo e ao gato. Apesar de ser desdenhado por sua nova mãe, Júnior é tratado com carinho por Ben, que tenta acolhê-lo e compreender seu jeito de ser. Nisto, Ben acaba descobrindo alguns itens bastante suspeitos entre os arquivos de sua esposa Flo, duvidando de sua fidelidade á ele. 
Dias depois, Ben e Júnior vão a um acampamento com seu vizinho Roy, esposa e seus filhos, apenas para Roy se gabar de ter cinco filhos e sua esposa estar grávida do sexto(se considerando um pai exímio e melhor do que Ben, tanto que o presenteia com um boné escrito "pai" enquanto o próprio Roy usa um boné igual, mas escrito "super pai"), enquanto Ben tem apenas Júnior, que é isolado pelos filhos de Roy, que insistem em ignorá-lo, ao que ele os provoca, urinando na fogueira do acampamento em que as demais crianças estão em volta (consequentemente, apagando o fogo). Na mesma noite, Júnior manipula uma brincadeira feita por Roy, que se fantasia de urso para assustar as crianças, ao que Júnior, sabendo que o ambiente em questão é habitado por ursos, atrai um urso de verdade que acaba atacando Ben, que inicialmente achava que se tratava de Roy disfarçado e acaba sofrendo um pouco nas mãos do animal, que o lança para cima das barracas do acampamento, desmontando-as. Após Ben conseguir desviar o bicho, que vai embora, Roy aparece vestido de urso e Ben, achando que se trata de um urso de verdade novamente, nocauteia o vizinho, atingindo-o com uma frigideira para só depois se dar conta de que se trata de um disfarce.
Algum tempo depois, Júnior é convidado para a festa de aniversário de Lucy, uma vizinha metida que apenas convida o garoto por pura política da boa vizinhança, á pedido de sua mãe, visto que não quer o garoto em sua festa e este logo percebe. Na festa, Lucy e seus amigos esnobes tratam Júnior com crueldade, excluindo-o das brincadeiras e o impedindo de assistir ao show de mágica. Vendo o filho chateado e sem amigos, Ben tenta acalmá-lo lhe dá o seu bem mais precioso: uma ameixa seca que pertenceu a seu avô (ele pensou que se assemelhava a Roosevelt), dizendo-lhe que significa um vínculo entre duas pessoas. Júnior, porém, ainda quer vingança por ter sido maltratado na festa e começa a arquitetar suas travessuras. Ele liga um irrigador de grama no quarto de Lucy, corta a trança de outra menina com uma tesoura sem que ela perceba(uma vez que ele está escondido e a garota está distraída), coloca um sapo em uma tigela de ponche, substitui os doces de um pote da festa por picles, joga os presentes na piscina e substitui as velas do bolo por fogos de artifício. Como resultado, Ben confisca a mesada de Júnior.
Paralelo a isto, Martin Beck continua aprontando as suas na penitenciária, causando danos ao diretor do local. Conforme segue preso, o bandido, que é certamente temido pelos demais ao seu redor(até mesmo pelos que são fisicamente mais fortes que ele), recebe as cartas de Júnior, que descreve a si mesmo por J.R., fazendo com que Martin acredite que se trata de um perigoso criminoso como ele próprio. Como é considerado um perigo a qualquer um ao seu redor, Martin acaba tendo sessões de terapia nas quais tenta enganar o psicólogo na presença do diretor, mas após a ausência deste (que é expulso da sessão á força pelo próprio terapeuta), Martin se aproveita da situação para estrangular o doutor e se passar por ele afim de escapar do presídio e pegar estrada em busca de Júnior, tentando não ser visto pelas autoridades ao longo do caminho.
O tempo passa e as travessuras de Júnior não param. Durante o jogo de beisebol no qual Ben é técnico do time rival ao time liderado por Roy, Júnior mostra seu método eficaz, mas antiético para ganhar em Little League. Após ele e seu pai serem zombados pelo time rival, que duvida da capacidade de ambos, o garoto ataca os jogadores rivais com um taco de beisebol. Ben, com dúvidas sérias sobre o caráter de Júnior, decide levá-lo de volta para o orfanato. No entanto, ao ouvir que ele foi devolvido trinta vezes, ele decide continuar com ele e amá-lo, algo que ninguém jamais fez. No entanto, Júnior, que sabe que seus pais quererem mandá-lo de volta(visto que antes de tentar devolver o garoto, Ben vai se confessar a um padre, mas do outro lado do confessionário, Júnior ocupa a cabine do padre e ouve tudo que Ben diz a seu respeito, o que o magoa profundamente), fica magoado e desconta sua tristeza em Ben, e apesar de este tentar se explicar, Júnior, que está no banco do motorista do carro, dirige o mesmo com seu pai adotivo(que o tentou impedir) em cima do teto do carro até o mercado de Big Ben, onde o carro adentra a loja e destrói o que está á sua frente. 
Afim de cobrir o prejuízo da loja, a conta bancária de Ben é confiscada para pagar os prejuízos, ao que Ben entra em parafuso e fica sem reação, mas ainda assim, ele está à beira de punir Júnior, afim de bater nele, até que Martin Beck finalmente chega á casa dos Healy e é recebido por Júnior, para total decepção do bandido, que esperava encontrar um criminoso em potencial e se depara com um garoto de sete anos aparentemente inofensivo, mas se aproveita da situação e posa como o suposto tio de Júnior, ao que Flo vê nisso uma chance de se livrar do garoto entregando-o a seu suposto tio enquanto Ben continua sem nenhuma reação. Conforme o pai adotivo de Júnior não percebe nada a seu redor, Martin e Flo começam a se atrair um pelo outro e se beijam na cozinha, quando o bandido aproveita o contexto para sequestrar tanto ela quanto Júnior, que inicialmente pensam se tratar de uma viagem em família(Flo, por sua vez, imagina estar indo a uma espécie de lua de mel com Martin, mesmo com Júnior ali presente), ao que Flo discute com o bandido, que reage prendendo a mulher dentro de uma mala, enquanto Júnior, fazendo pouco caso de sua mãe estar presa na mala, mostra a Martin suas supostas armas, das quais Martin faz desdém, visto que são só brinquedos.
Enquanto Ben primeiro vê o sequestro de Flo e Júnior como algo bom, pensando que se livrou de sua esposa irritante e da dificuldade para cuidar de Júnior, ele logo percebe sinais de que Júnior não é o monstro que ele aparentou, quando vê que em sua gaveta, o garoto tem guardado a ameixa dada por seu pai; além de desenhos feitos por ele próprio, onde ele retrata Flo e Big Ben como criaturas monstruosas em um ambiente hostil, mas Ben representado como uma pessoa feliz em um fundo agradável, revelando que Júnior realmente valoriza Ben como uma figura paterna o tempo todo. Ben, percebendo que o comportamento de Júnior foi simplesmente uma resposta à maneira em que ele próprio havia sido tratado, e que foi simplesmente má sorte que ele tem lidado com muitas pessoas cruéis e egoístas em uma idade tão jovem, empreende uma missão de resgate para tirá-lo de volta de Martin. Na loja de Big Ben, Ben confronta seu pai (que se prepara para fazer uma aparição na TV para sua campanha para prefeito) para emprestar-lhe o dinheiro do resgate. Quando ele se recusa insensivelmente, Ben ativa a câmera que coloca Big Ben, sem saber, ao vivo na TV, onde ele acaba revelando sua verdadeira natureza no noticiário, perdendo a eleição no processo. Em seguida, Ben acaba tomando o carro de seu vizinho Roy, que estava para sair para uma caçada em família, juntamente com todos os itens que estão no carro(inclusive espingardas). Apenas por pirraça, Ben ainda toma de Roy seu boné escrito "Super Pai", e parte em busca de Júnior.
Júnior e Martin chegam ao circo, deixando Flo no porta-malas presa no carro. No próprio circo, um mal humorado Martin demonstra total impaciência para com Júnior, o tratando com certa estúpidez enquanto reclama de estar em um local muito colorido(ele chega até a dar um soco em um palhaço que o aborda no meio do caminho). Neste interim, Ben chega ao local e flagra Júnior com Martin, confrontando o bandido, que tenta convencer Júnior a permanecer ao seu lado enquanto cometem os piores delitos juntos(sugerindo uma parceria no crime), ao que o garoto, percebendo a má índole de Martin e as boas intenções paternas de Ben, chuta Martin, colocando-o fora de combate apenas para o bandido ser confrontado por Ben logo em seguida. Conforme Júnior foge, Martin o persegue circo adentro e Ben vai atrás afim de evitar que o bandido faça algum mal a seu filho, quando Júnior escapa do criminoso através de um ato do trapézio e Ben o pega no colo, ao que Júnior chama Ben de "papai" pela primeira vez(uma vez que até então, só o chamava de "Sr. Healy"). 
Sem alternativa, Martin foge do circo, mas com Ben e Júnior agora em seu encalço. Como um trabalho em equipe, Júnior dirige o carro enquanto Ben, saindo pela janela superior do carro, faz uso das espingardas de Roy afim de atirar no carro de Martin conforme acontece a perseguição pela cidade. Após uma colisão, a mala em que Flo está dentro vai parar em cima do carro onde estão Ben e Júnior. Flo e Ben se notam e ela pede o divórcio, ao que ele faz pouco caso, demonstrando total desprezo pela mulher que sempre o maltratou. No decorrer da perseguição, os carros se colidem novamente e a mala em que Flo está é lançada no ar e pousa na traseira de um caminhão carregado com porcos da fazenda. Já fora do carro, do alto de um viaduto, Ben e Júnior apenas observam o caminhão indo embora com a mala e Flo dentro da mesma, mas fazendo pouco caso disto, enquanto Martin é cercado pela polícia e preso novamente, mas conforme está sendo levado de refém, ele toma uma arma do oficial e atira em Júnior, mas Ben protege seu filho e toma o tiro. Pensando que Ben está morto, Júnior pede desculpas por todas as coisas ruins que ele fez e diz que ele nunca vai ser impertinente novamente e ele o ama. Ben acorda e diz a Júnior que o ama também, e percebe que a bala ricocheteou em sua ameixa seca de boa sorte que ele estava segurando em seu bolso. Júnior pergunta a Ben se ele realmente acreditava que ele ia parar de seu mau comportamento, mas Ben diz a Júnior que quer que ele seja ele mesmo. Júnior, em seguida, tira a gravata borboleta de seu pescoço e a lança do alto da ponte, talvez como um sinal de que ele mudou suas maneiras de não ser igual a Martin, mas ser ele mesmo. Júnior é então levado para casa por seu novo pai. O filme termina com Flo no caminhão olhando para fora da mala, apenas para ver as partes íntimas de um boi, que por sua vez defeca.

## Elenco e personagens
- John Ritter como Benjamin "Ben" Healy Jr.: Um homem gentil e carinhoso que quer ter um filho, mas sua esposa não consegue conceber, então, ele adota Júnior e cria laços com ele. Ben é constantemente desprezado e desvalorizado por sua esposa, vizinhos e seu pai.
- Michael Oliver como Junior: O principal personagem e o brincalhão travesso no filme titular. Ele foi devolvido ao orfanato de 30 vezes mais que ele sempre causa problemas por onde passa. Júnior é muitas vezes cercado por pessoas egoístas e medíocres, o que lhe dá a necessidade de puni-los com suas brincadeiras, tornando-se odiado por aqueles que o rodeiam. Ele tem uma mente inventiva e tortuosa, mas também é bom com eletricidade e máquinas. Júnior deseja ter uma família e ele finalmente encontra Ben, com quem desenvolve um vínculo, sendo que Ben é o único que é sempre gentil com ele.
- Jack Warden como Benjamin "Big Ben" Healy: O pai rico, mas egoísta e pão duro de Ben, que vive diminuindo seu filho. Ele odeia Júnior, tendo o chamado de diabo quando o conheceu pela primeira vez. Ele concorre para prefeito de Cold River e sua ganância e poder estão acima de tudo e de todos.
- Gilbert Gottfried como Sr. Igor Peabody: Ele trabalha com o orfanato e pensa que Júnior no início é um anjo, mas vê que se enganou ao contemplar por si próprio as travessuras do garoto. Na intenção de se livrar de Júnior, Peabody tenta vender a imagem de que este é bom menino para Ben e Flo, que convencidos, acabam adotando Júnior. Mais tarde, ele revela que Júnior foi devolvido 30 vezes para o orfanato.
- Amy Yasbeck como Florence "Flo" Healy: Ela é a esposa de Ben e odeia Júnior. A única razão pela qual ela queria adotar era para que ela pudesse ser convidada para festas e jantares dos vizinhos. Muito egoísta e infiel a Ben, ela vive o diminuindo e impondo suas próprias vontades acima das de seu marido, que se vê refém do gênio forte da esposa.
- Michael Richards como Martin "Assassino da Gravata Borboleta" Beck: Ele é um fugitivo perigoso que tem como marca maior o uso constante de uma gravata borboleta e diz que ele é apenas mal compreendido por todos, sendo este o motivo pelo qual Júnior, assistindo a um depoimento do bandido, se identifique com ele e o considere inicialmente seu herói, escrevendo cartas para ele na intenção de que um dia se conheçam. Martin gosta muito de um lanche chamado 'Pies Smiley' (Torta Surpresa), que é uma torna em forma de palhaço, o que é bastante irônico, visto que ele, assim como Júnior, odeia palhaços. Serve como o antagonista do filme.
- Peter Jurasik como Roy: Vizinho de Ben e de Flo. Muito convencido, ele acha que é um pai exímio devido a sua esposa estar grávida de seu sexto filho. Durante um acampamento com sua família, Ben e Júnior, Roy assusta as crianças com uma fantasia de urso e é confundido com um urso de verdade por Ben, sendo atingido com uma frigideira por este.
- Dennis Dugan como o pai de uma criança na loja (cameo)
- Colby Kline como Lucy: Ela é a vizinha egoísta de 6 anos. Ela convida Júnior, a contragosto, para sua festa de aniversário, por insistência de sua mãe. Ela diz a Júnior que ele não tem permissão para assistir ao show de mágica em sua festa de aniversário e não deve tocar seus presentes, mas Júnior se vinga, causando alguns desastres que arruinam a festa.
- Helena Humann como Madre Superiora: Ela é a líder das freiras no orfanato St. Brutus e é uma das principais vítimas de Junior no local, graças às brincadeiras ela sempre o impõe a fazer serviços domésticos no local. Cansada das diabruras do garoto, ela recorre ao Sr. Peabody para que ele transfira Junior de orfanato. Ela, as freiras e os órfãos comemoram com balões e aleluias, quando Junior sai do local adotado por Ben e Flo.

## Produção
O filme foi filmado em locações no estado do Texas, de outubro a novembro de 1989. As cidades que foram usados para as filmagens foram Dallas, Texas, Farmers Branch, Fort Worth, Irving, e Mesquite.
Os roteiristas Scott Alexander e Larry Karaszewski revelaram em um podcast apresentado por um dos atores do filme, Gilbert Gottfried, terem se inspirado por uma matéria do Los Angeles Times de 1988 sobre um casal que processava um centro de adoção por não avisarem que a criança que eles levaram tinha problemas mentais e tendências a violência, tendo sido rejeitada por inúmeros casais antes. Outros roteiristas tentaram adaptar a história como um filme de terror na linha de The Bad Seed ou The Omen, mas Alexander e Karaszewski acreditaram que podia inspirar uma comédia de humor negro parodiando uma tendência do fim da década de 1980, filmes sobre crianças ensinando adultos cínicos a amar, que incluíam Parenthood (cujo pôster é diretamente parodiado pelo de O Pestinha), Look Who's Talking, Mr. Mom, Kindergarten Cop e Three Men and a Baby
O papel do Júnior heally foi oferecido para Macaulay Culkin depois do seu sucesso como Kevin macalister do esqueceram de mim, mais ele estava ocupado estudando o roteiro do filme anjo malvado e o personagem ficou com Michael Oliver.

## Recepção

### Comercial
O filme estreou em terceiro lugar nas bilheterias estadunidenses em 27 de julho de 1990. Foi um sucesso comercial nas bilheterias, arrecadando US$ 54 milhões no mercado interno e US$ 72 milhões em todo o mundo ante um orçamento de US$ 10 milhões.

### Crítica
O Pestinha recebeu críticas negativas, sendo um dos filmes com 0% de aprovação no Rotten Tomatoes. Os usuários do Internet Movie Database (IMDb) deram uma nota de 5.1 em 10. Embora o filme tenha censura praticamente livre nos Estados Unidos, o filme ainda é fortemente censurado quando exibido na televisão devido às observações feitas sobre adoção, que os críticos viram como insensível. O Pestinha não foi exibido para os críticos antes de seu lançamento. No Brasil, é reconhecido como um dos filmes mais exibidos na Sessão da Tarde.
Hal Hinson, escrevendo para o Washington Post, elogiou o fato do diretor Dugan ter um estilo cômico animado, imaginativo; estabelecendo suas piadas no momento certo, de modo que ainda há alguma surpresa nas falas de ímpeto quando elas vêm essencialmente, o problema que o crítico observa aqui é o mesmo que o problema em Gremlins 2, basicamente sobre "rasgando coisas para cima, e depois de um tempo você se cansar de ver variações sobre a mesma piada de um garoto bonito cometendo atrocidades horríveis."
Gilbert Gottfried foi indicado para o prêmio Framboesa de Ouro de Pior Ator Coadjuvante para o filme.

## Legado

### Sequências
A primeira sequência, já lançada no ano seguinte ao filme original, trouxe de volta o elenco original em seus papéis originais e se inicia onde o primeiro filme terminou. No entanto, foi dado um novo papel para Amy Yasbeck com uma nova dinâmica totalmente oposto à sua personagem do filme original. Esta sequência é também conhecida por incluir mais humor escatológico do que no primeiro filme.
O filme final, lançado em 1995 diretamente para televisão, Gottfried e Warden reprisam seus respectivos papéis como Sr. Peabody e Big Ben Healy. Eric Edwards também reprisa seu papel como Murph (ele também interpretou Bertha, irmã de Murph). No entanto, os papéis de Júnior e Ben Healy foram reformulados. Annie, Trixie, e LaWanda Dumore não aparecem neste filme, nem são mencionadas.

### Série animada
O Pestinha também inspirou uma série televisiva de animação que foi ao ar em 1993. Gottfried foi o único membro do elenco original a dublar um personagem, fazendo dele o único membro do elenco envolvido em todos os três filmes, bem como o desenho animado (Jack Warden estava nos 3 filmes, mas não na série de TV).

## Lançamento em vídeo
O filme teve ainda mais sucesso comercial quando lançado em home video. A versão VHS contém uma cena extra, pouco antes dos créditos finais, em que Júnior interrompe o filme, para dizer ao público que ele estará de volta no próximo verão para Problem Child 2. A versão VHS foi lançado em 31 de janeiro de 1991. O primeiro lançamento do DVD foi lançado pela GoodTimes Entertainment em 1 de maio de 2001. Problem Child e Problem Child 2 foram lançados juntos em DVD nos EUA em 2 de março de 2004, como um pacote chamado Problem Child Tantrum Pack. Estes filmes foram apresentados em fosco aberto em tela cheia. No entanto, não há versão em vídeo apresentando as cenas excluídas mostradas nas versões da TV do filme.
O Pestinha foi re-lançado no DVD Family Comedy Pack Quadruple Feature (com outros filmes de comédia como Kindergarten Cop, Kicking & Screaming, e Major Payne) em widescreen anamórfico (sendo primeiro filme em widescreen na Região 1 do DVD) em 5 de agosto de 2008.